# Le Fief-Sauvin
Le Fief-Sauvin là một xã thuộc tỉnh Maine-et-Loire trong vùng Pays de la Loire phía tây nước Pháp. Xã này nằm ở khu vực có độ cao trung bình 85 mét trên mực nước biển.
Sông Èvre tạo thành toàn bộ ranh giới phía đông thị trấn.